# エルマー (コミック)
『エルマー』（原題: Elmer）はフィリピン人の漫画家ジェリー・アランギランによるフィリピンのコミック作品。初出は2006年から2008年にかけて自己出版レーベル Komikero から出された全4号のミニシリーズで、2009年に単行本化された。翌年にエディショ・サエラからフランス版が、スレイヴ・レイバー・グラフィックスから北米版が刊行された。
ニワトリが突如として人間と同じレベルの知性と言語能力を獲得した世界が舞台となる。主人公ジェイク・ガリョは知性あるニワトリの第二世代で、亡くなった父親エルマーからニワトリが人間との平等を実現するまでを書き綴った20年にわたる日記を受け継ぐ。本作のシリアスな内容とリアルな作画は高く評価されており、ジョージ・オーウェルの『動物農場』と比較されることがある。フランスで2件の受賞があり、米国でアイズナー賞のノミネートを受けた。

## 制作
作者アランギランはラグナ州サン・パブロに生まれた。フィリピンの中でも田舎の地域で、家の周りをいつも野生のニワトリが闊歩していた。アランギランは神経質で激しやすいニワトリの性質に興味を引かれていた。1997年ごろからニワトリが出てくるコミックストリップを描き始め、『クレスト・ハット・バット・ショップ』というタイトルのミニコミック（自己出版コピー本）で発表した。作品の一つは「スチューピッド・チキン・ストーリーズ」という題だった。
アランギランは1990年代中ごろまでにウィルス・ポータシオやレイニル・フランシス・ユーのような人気作画家のインカー（ペン入れ担当）としてアメリカのコミック界に地歩を築き、DCコミックスやマーベル・コミックス、イメージ・コミックスで活動するようになった。しかし自分自身の作品を作りたいという欲求が膨らみ、2005年に米国での仕事を休止して創作に専念し始めた。生計の途を経ったためその後2年間ほどはアランギランの人生で最も生活の苦しい時期となった。
当初本作は「スチューピッド・チキン・ストーリーズ」の続編でこれまでニワトリについて書かれた中でもっとも馬鹿馬鹿しい作品として構想されていた。タイトルは『アルティメット・チキン・ストーリー』とされた。しかし執筆前に一年以上にわたってニワトリについて調べる中でシリアスな方向にアイディアが膨らんでいき、ニワトリを題材として広く人間性について、そして我々が互いをどう扱っているかについてを語る作品へと発展した。
アランギランは制作途中で原稿から煽情的だったりあざとく感じられる部分を削除したため、最終的な作品はまったく異なったものとなった。当初は知性あるニワトリの俳優エルマーの視点から描かれており、ニワトリが人間に襲われるが実は映画の撮影だったというシーンから始まっていた。しかし導入としてはギミックのように感じられたため、このシーンは中盤に移された。エルマーの物語を胸をつくノスタルジアを通して見られるように、語り手はその息子ジェイクに変えられた。
十代のころに父親の日記を見つけて叔父の死について知ったという実際の経験も取り入れられた。この変更により本作はアランギラン自身と両親、そして老いていく両親を失う恐怖についての作品になった。
知性あるニワトリという題材はファンタジーやSFにもなり得たが、アランギランは純粋なドラマとして書くことにした。物語が深刻になりすぎて『アルティメット・チキン・ストーリー』という軽い題名がふさわしくなくなると『エルマー』に改題された。第1号の制作を始めたときにはストーリーは完成していた。海外で読まれることを期待して文章ははじめから英語で書かれた。内容も異なる文化の読者に伝わるように配慮された。
作画は鉛筆、製図ペンやドローイングペン、筆を用いて描かれた。アランギランは自身の初期作『ウェイステッド』の作画が低質だと考えていたため『エルマー』は細心の注意を払って描いた。格子状のコマ割りや構図には当時読んだダビッド・ベーの『大発作』やデビッド・マッズケリ の『シティ・オブ・グラス』からの影響がある。

## 刊行
アランギランは本作が後に高評価を得ることを予測していなかったが、少なくとも業者に製本印刷を依頼する価値はあると考えていた。2006年から2008年にかけて全4号のミニシリーズが「コミケロ・パブリッシング」という自己出版レーベルから刊行された。第2号と第3号は通常のコミックブックの2倍のページ数があった。アランギランは2006年に第1号をネット上のコラムニストやレビュアー、小売店、業界関係者に献本した。この草の根宣伝活動は功を奏し、著名なコミック原作者のスティーヴン・グラントやニール・ゲイマンから好意的な評が寄せられた。批評家トム・スパージョンのサイト「コミックス・リポーター」に掲載されたインタビューは大きな注目を受け、英国の書店チェーンフォビドゥン・プラネットからの販売オファーにつながった。
シリーズが完結するとアランギランは全号のボックスセットを発売し、2009年にフィリピノ語版の単行本を出版した。単行本の初版が2011年にほぼ完売すると、アランギランはフィリピンの書店チェーンナショナル・ブックストアから第2版出版のオファーを受けた。「コミケロ・パブリッシング」の表示は残された。この版は表紙が変わっておりページも追加されているがフィリピン国外では販売されていない。
『エルマー』に関心を示す国外出版社もあったが、なかなか刊行にまでは至らなかった。アランギランは読者の関心に訴えるため完売した第1号をオンラインで無料公開した。その結果、2010年にフランスでの版権がエディショ・サエラ社に取得された。北米ではスレイヴ・レイバー・グラフィックスから144ページの合本が出版され、デジタル配信も行われた。

## あらすじ
1979年、何らかの現象によって全世界のニワトリが知性を獲得して言葉を話し始めた。2003年現在までにニワトリは人間と平等な権利を認められるようになった。知性あるニワトリの第二世代であるジェイク・ガリョは人間が多数派を占める社会に居場所を見つけられず、人間と親しく交流している妹や弟に反発を覚える。
父親のエルマーが病で亡くなり、ジェイクは母ヘレンから遺された日記を受け取る。そこにはエルマーが知性に目覚めはじめてからの経験が記されていた。
1979年にまず起こったのはニワトリと人間との殺し合いだった。養鶏場で働いていた人間ベンは幼い三羽のニワトリを自宅に匿った。それがエルマー、その弟のジョセフ、ヘレンだった。エルマーはベンと友情を結び、屠畜場でのトラウマを抱えるヘレンとも絆を深めていく。しかし闘鶏として育てられたジョセフは怒りを捨てられず、人間に戦いを仕掛けて自滅的な死を迎える。テロリズムの応酬の末に国連決議によってニワトリの人権が確立され、社会は一変したかに見えた。しかし1980年代後半に鳥インフルエンザが発生すると、感染を防ぐためと称して健康なニワトリが何百万羽も殺される。エルマーは生活のかたわらこれらの出来事を日記に記録し続ける。しかしヘレンとの間に子供たちが生まれるにつれて記述はまばらになっていく。
末尾近くにはジェイクが幼い頃に人間から受けたリンチのことが書かれていた。その記憶を心の奥底に押しやっていたジェイクは、自分がニワトリの反人類団体によって救われたことを知る。エルマーは息子がどんな影響を受けることになるかという憂いを書き残す。
数か月にわたって日記と対話したジェイクは、それを出版して人々の記憶に残そうとする。そしてベンや弟妹を通じて人間を受け入れようとし始める。

## 評価
『エルマー』は批評家から概ね高い評価を受けており、フランスでは2011年にACBCアジア賞と Prix Quai des Bulles Award を授与された。また同年にアイズナー賞新作グラフィック・アルバム部門にノミネートされた。英国の大手小売チェーンのフォービドゥン・プラネットは本書をジョージ・オーウェルの『動物農場』になぞらえてこどものおとぎ話のようなアイディアによって … 道徳、家族、偏見のような題材を論じていると評し、割引価格で販売した。『動物農場』との類似はスレイヴ・レイバー・グラフィックス出版者ダン・ヴァドーや批評家カール・ドハーティからも指摘されている。著名な作家ニール・ゲイマンはフィリピン・スター紙のインタビューで本書について痛切でおかしみがある絵が素晴らしいと述べた。ベテランのコミック原作者スティーヴン・グラントは成熟した作家の一作と言った。
作画スタイルはシリアスな内容にふさわしいと評価されている。『パブリッシャーズ・ウィークリー』誌は本作の絵がどう見てもバカげている設定に真実らしさを吹き込んでいると書いた。ジェフ・ヴァンダーミーアも本作の絵が細密でありながら乱雑にならず、物語にリアリズムを与えていると述べた。またニワトリの顔を表情豊かに描きながらカリカチュアに陥ることがないとした。レビュアーのクリストファー・アレンは農村の事物の描写にアランギランのペンタッチの才が現れていると書いた。グレッグ・マケルハットンはニワトリをダジャレやジョークの種にするような逃げは一切なく、正面から主題を描いているとしている一方、ジェイクがエルマーと比べて人を打つキャラクターではないとした。